# Indigofera simplicifolia
Indigofera simplicifolia là một loài thực vật có hoa trong họ Đậu. Loài này được Lam. miêu tả khoa học đầu tiên.